# Nicole Bonvalot
Nicole Bonvalot (Besançon, circa 1490 - Besançon, 27 juli 1570) was een aristocrate uit het hertogdom Bourgondië. Zij was de echtgenote van Nicolas Perrenot de Granvelle.
Nicole Bonvalot was de dochter van Jacques Bonvalot, ridder en heer van Champagney, herhaaldelijk gouverneur van de stad Besançon in 1505 en 1533, en van Marguerite Merceret, een telg uit een rijke familie afkomstig uit Salins. Zij was de zus van François Bonvalot, abt van Saint-Vincent de Besançon en van Luxeuil.

## Huwelijk en nakomelingen
In 1513 trouwde ze met Nicolas Perrenot de Granvelle. Samen kregen ze vijftien kinderen, van wie er vier jong stierven:
- Antoine, geboren op 22 mei 1514, stierf in kleutertijd
- Jeanne, geboren op 2 september 1515, jong overleden
- Marguerite, geboren op 16 juli 1516, eerste echtgenote van Leonardo Grammont, en tweede echtgenote van Jean d'Achey, baron van Thoraise
- Antoine, geboren op 26 augustus 1517, kardinaal Granvelle
- Étiennette, geboren op 24 maart 1518, echtgenote van Guyon Mouchet, heer van Rouillaud
- Henriette, geboren op 18 maart 1519, echtgenote van Claude Le Blanc, heer van Ollans en commandant van de lijfwacht van de hertog van Lotharingen.
- Thomas, geboren op 15 juni 1521, echtgenoot van Helena van Brederode
- Jacqueline, geboren op 28 november 1522, stierf in kleutertijd.
- Jerome, geboren op 14 mei 1524, heer van Champagney, surintendant van Vlaanderen, stierf kinderloos in 1554
- Marguerite, geboren op 20 oktober 1525 om Mechelen, echtgenote van Antoine Laubépin, baron van l'Aigle het in eerste huwelijk, vervolgens echtgenote van Ferdinand de Lannoy, graaf van Bayonne
- Anne, geboren rond 1527 te Mechelen, echtgenote van Marc van Beaujeu, heer van Montot
- Laurence, geboren op 3 maart 1528 in Besançon, echtgenote van Claude van Chalant, baron van Verjon en vervolgens Pierre Montluel, heer van Chateaufort en Corcelles, baljuw van Bugey
- Françoise, geboren op 9 januari 1531 te Brussel, tweelingzus van Charles, stierf in kleutertijd.
- Charles, tweelingbroer van Françoise, geboren op 9 januari 1531 te Brussel, prothonotarius, kanunnik en aartsbisschop van Besançon, abt van de abdij du Parc in Sicilië en van Notre-Dame de Faverney
- Frederic, geboren op 2 april 1536 te Barcelona, heer van Champagney na de dood van zijn broer Jerome in 1554, stadhouder van Antwerpen en adviseur van de Raad van State voor koning Filips II van Spanje, echtgenoot van Constantia van Berchem. Hij werd verbannen uit Nederland en overleed in 1600 te Dole